# Остерланд (Північна Голландія)
Остерланд (нід. Oosterland) — село в нідерландській провінції Північна Голландія. Входить до муніципалітету Голландс-Крон.
Його площа — 0,17 км², а населення станом на 2021 рік становило 165 осіб.
Перша згадка про населений пункт датується 1343 роком.

## Галерея

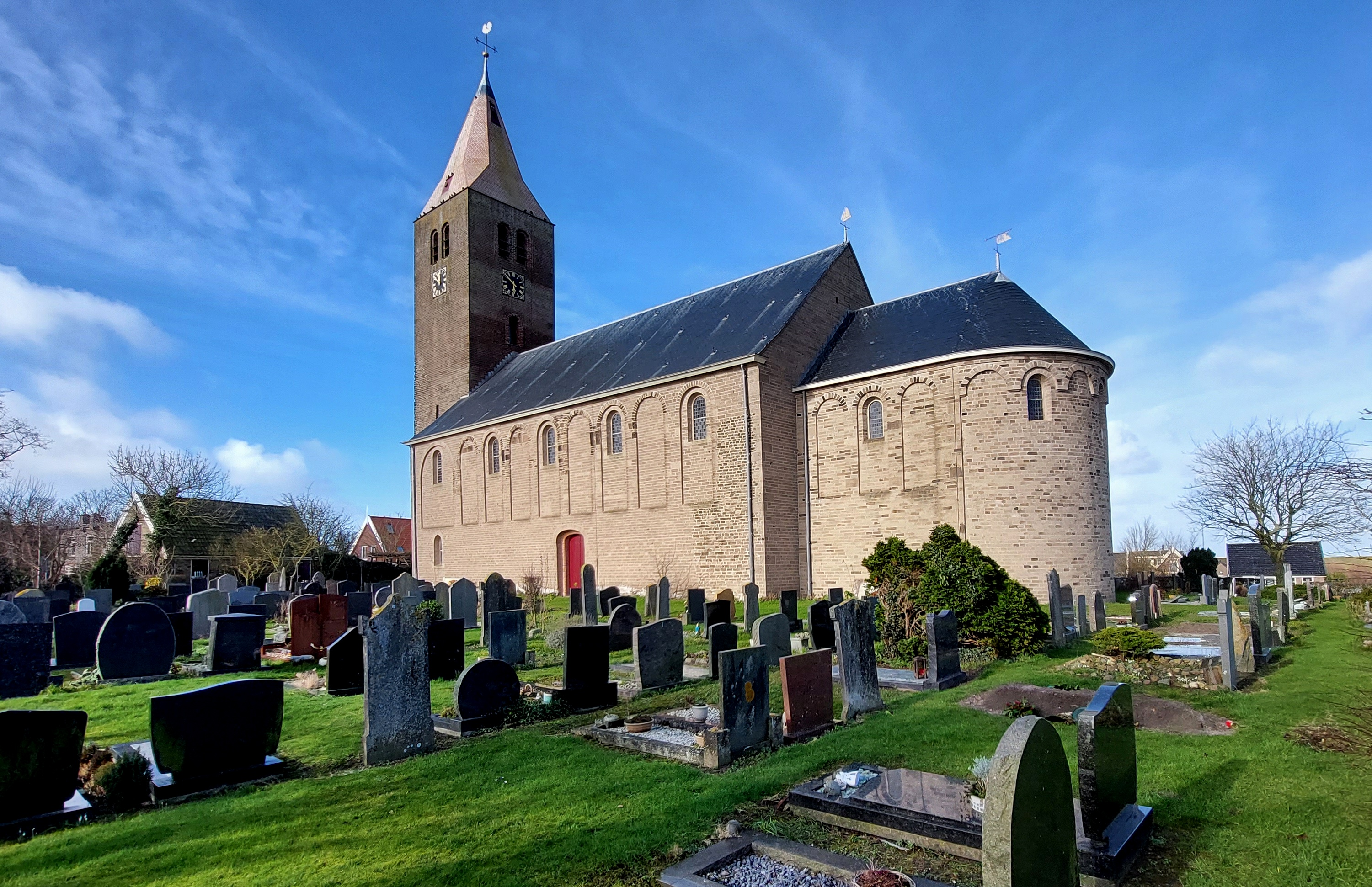
Реформістська церква
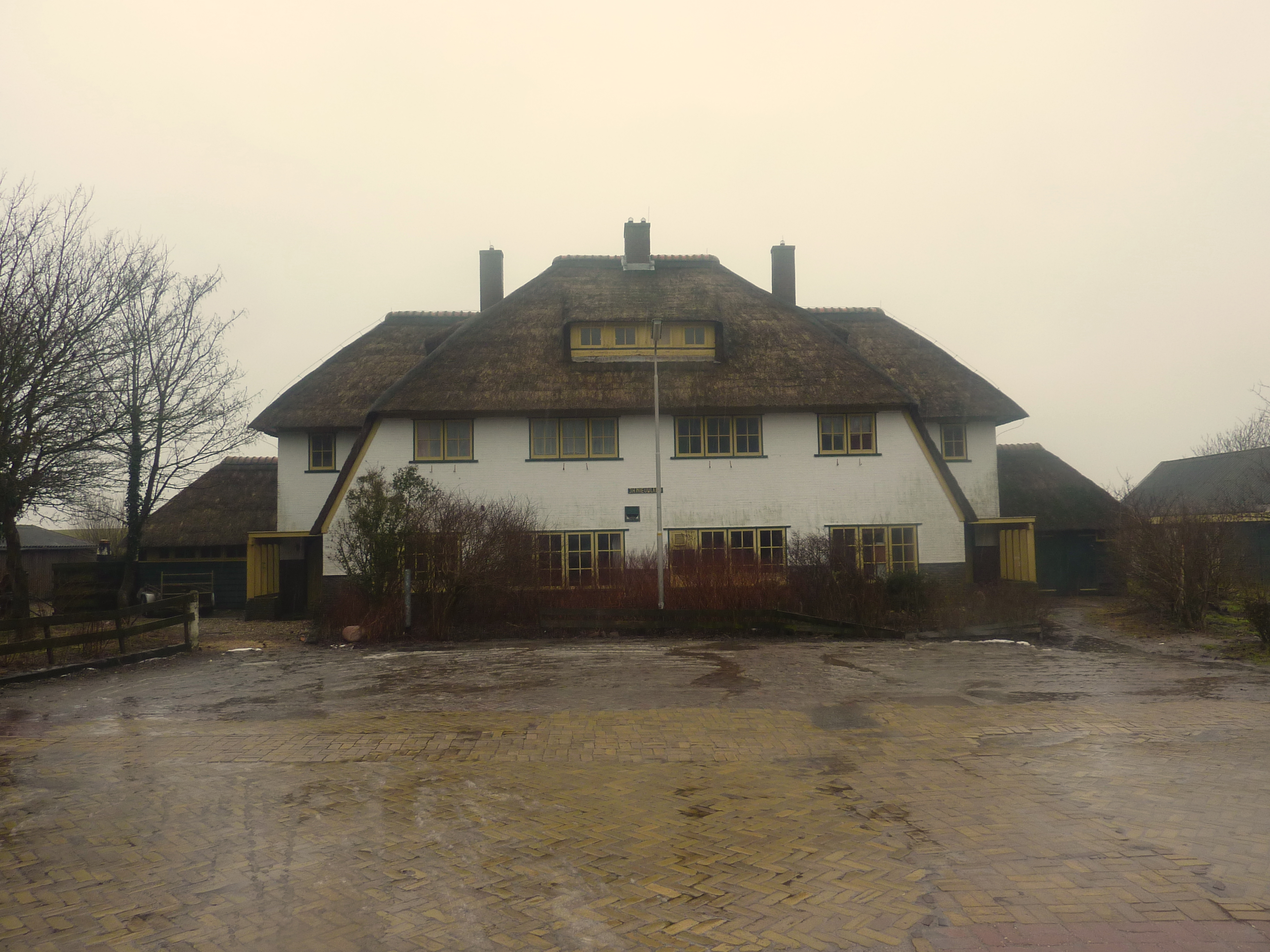
Вілла в Остерланді
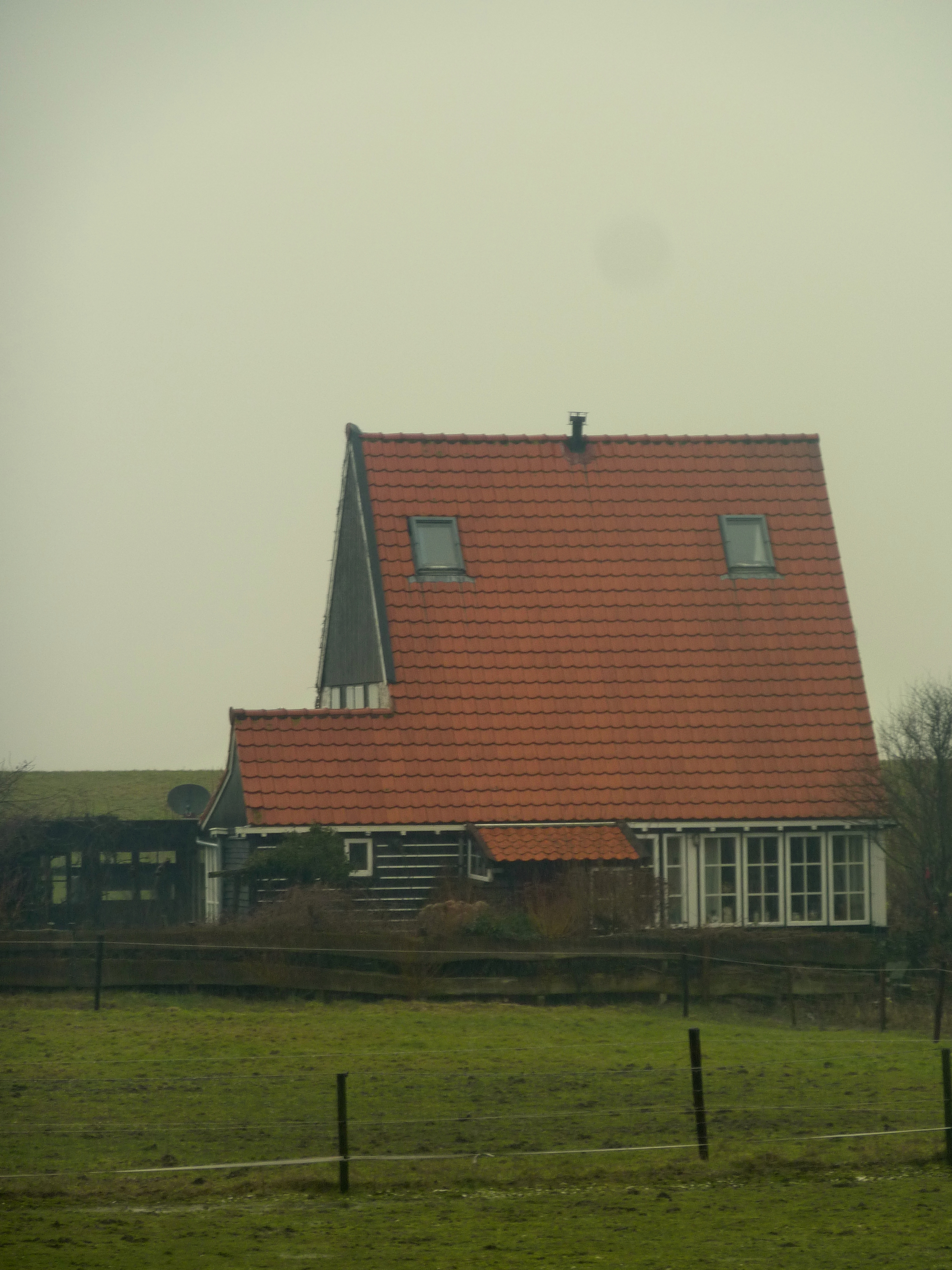
Сільський будинок